# سان جوفاني إنكاريكو
سان جوفاني إنكاريكو (بالإيطالية: San Giovanni Incarico)‏ هي بلدية تقع في مقاطعة فروزينوني في إقليم لاتسيو في وسط إيطاليا.
تقع سان جوفاني إنكاريكو على حدود البلديات التالية: آرسي، سيبرانو، كولفيليس، فالفاتيرا، باستينا، بيكو (لاتسيو)، بونتيكورفو، روكاسيكا.

## وصلات خارجية
- (بالإيطالية) الموقع الرسمي لسان جوفاني إنكاريكو